# The Anatomy of Fascism
A Anatomia do Fascismo é um livro de Robert O. Paxton, de 2004 publicado por Alfred A. Knopf.
Em uma época em que as pessoas usavam o termo livremente, Paxton procurou estabelecer uma definição mais concisa de fascismo.  O autor argumenta que o fascismo só se enraizou em países que tinham sociedades mais disfuncionais, e que suas elites conservadoras optaram por permitir que formassem coalizões com os fascistas.  Paxton examina a Itália fascista e a Alemanha nazista em detalhes, e ele argumenta que ambos tinham semelhança nessa coalizão, mas o Partido Nazista se tornou mais importante na Alemanha, enquanto o partido não ofuscou o aparato estatal na Itália.
Paxton argumenta que os paises islâmicos não se encaixam na definição de um movimento fascista.
A obra possui um ensaio destinado a documentar informações bibliográficas. Philip Gordon e Stanley Hoffman, do Foreign Affairs, escreveram que este ensaio "orientará acadêmicos e estudantes de pós-graduação para os próximos anos".

## Recepção
Samantha Power do The New York Times afirmou que o livro "pode muito bem se tornar o trabalho de maior autoridade" sobre o assunto por ser "convincente", "justo" e "completo".
A Publishers Weekly deu ao livro uma crítica com estrela, afirmando que "Isso certamente ocupará seu lugar entre os clássicos da área".
Peter Bergen, em um artigo da CNN, descreveu o livro como um "clássico" dentro do seu campo.